# 사모곡 (1972년 드라마)
사모곡(思母曲)은 TBC에서 1972년에 방영된 드라마이다.

## 등장인물
- 이묵원 : 조선 성종 역
- 김세윤 : 조선 연산군 역
- 윤정희 : 장녹수 역
- 고은아 : 폐비 윤씨 역
- 황정순 : 인수대비 역
- 오현경
- 서우림
- 강부자
- 선우용녀
- 김동원
- 봉혜선
- 이수연

## 제작진
- 극본 : 신봉승
- 주제가 작사 : 신봉승
- 주제가 작곡 : 백영호
- 주제가 노래 : 이미자